# Mount Gardner, Västantarktis
Mount Gardner är Antarktis sjätte högsta berg med sina 4 587 meter. Det ligger i Västantarktis. Chile gör anspråk på området. Berget är fortfarande obestiget.
Terrängen runt Mount Gardner är bergig österut, men västerut är den kuperad. Trakten är obefolkad. Det finns inga samhällen i närheten.